# Космос-1804
Космос-1804 је један од преко 2400 совјетских вјештачких сателита лансираних у оквиру програма Космос.
Космос-1804 је лансиран са космодрома Тјуратам, Бајконур, СССР, 4. децембра 1986. Ракета-носач Ф-2 је поставила сателит у орбиту око планете Земље. Маса сателита при лансирању је износила 6300 килограма. Космос-1804 је био војни сателит за фотографску картографију.